# 하도급거래 공정화에 관한 법률
하도급거래 공정화에 관한 법률은 공정한 하도급거래질서를 확립하여 원사업자와 수급사업자가 대등한 지위에서 상호보완적으로 균형있게 발전할 수 있도록 하고자 제정된 법률이다. 간단히 하도급법이라고도 한다.

## 같이 보기
- 하도급
- 공정거래법
- 일본 하도급대금 지불지연 등 방지법